# ルイ＝エミール・ベルタン

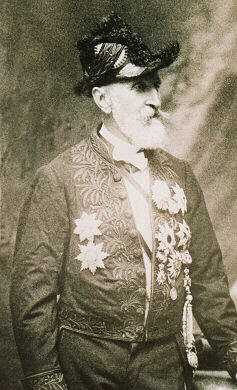
フランス学士院の正装を着用したルイ＝エミール・ベルタン、1903年以降の撮影。

ルイ＝エミール・ベルタン（Louis-Émile Bertin 、1840年3月23日 - 1924年10月22日）はフランスの海軍技術者。同国において当時最も有名な造船技師の一人で、青年学派の支持者だった。

## 青年期
ベルタンはフランス・ナンシーで1840年に生まれた。1858年にパリのエコール・ポリテクニークに入学し、海軍技術者（ジェニエ・マリタイム、Génie maritime「海の天才」の意味）の道を選んだ。ベルタンの手本はアンリ・デュピュイ・ド・ロームであった。ベルタンは従来の常識からしばしば逸脱したその革新的な設計で知られるようになり、艦艇設計技師の第一人者として国際的に認識されるようになった。また1871年には法律の博士号を取り、彼の多才な才能を示した。

## 日本での生活

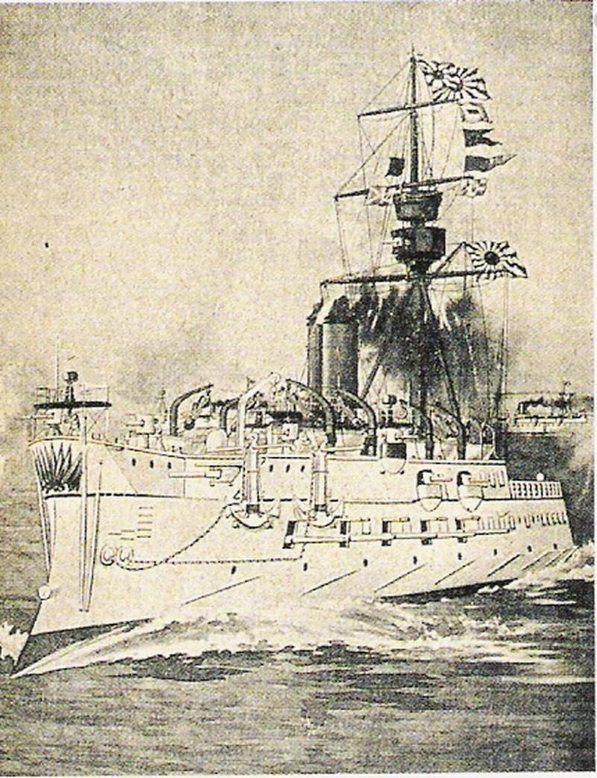
ベルタンが設計しフランスで建造された日本海軍防護巡洋艦「松島」。日清戦争での日本海軍旗艦。

1885年に日本政府はフランスの海軍技術者を説得し、1886年から1890年の4年間、日本海軍のお雇い外国人としてベルタンが来日した。ベルタンは日本人技術者と船舶設計技師を育て上げ、近代的な軍艦を設計・建造し、海軍の施設を建造した。45歳となっていたベルタンにとって、海軍の全てを設計し、青年学派を試すまたとない機会であった。またフランス政府にとっては、当時工業化していた日本への影響力という面でイギリスとドイツへの重要な打撃となった。
日本滞在中、ベルタンは7隻の主力艦と22隻の水雷艇を設計、建造し、それらは日本海軍創生期の中核となった。代表例として松島型防護巡洋艦3隻がある。この3隻は主砲が1門のみであるが非常に強力な32cmカネー砲を搭載した。そして1894年から翌年の日清戦争における日本艦隊の主力となった。また、呉と佐世保の工廠と佐世保造船廠の建設を指揮した。
しかしながら、ベルタンの日本時代は政治的陰謀によって苦しめられた時期でもある。日本政府内にはフランスよりイギリスかドイツを好む派閥があり、また徳川幕府を強く支持したフランスに対する不信感が未だにあった。ベルタンの地位は一度ならず脅かされた。またベルタンの設計を使うということはまだ実証されていない青年学派の考え方に賭けるということであり、この点にも懸念があった。
日本海軍を作り上げる彼の努力は1894年9月17日の黄海海戦での勝利への決定的な貢献となった。旗艦「松島」に乗艦していた日本軍提督の伊東祐亨はベルタンに以下の書面を送った。
「艦は私たちの望みの全てを満たした。それらは我々艦隊の恐るべき1隻だった。それらの強力な兵装と知的な設計によって、我々は中国の装甲艦に対して鮮やかな勝利を収めることができた。」）
エミール・ベルタンは1890年の終わりに明治天皇から旭日章を授与された。式典の間に海軍大臣・西郷従道(1843-1902)は以下の宣言をした。
「ベルタンは海防艦と一等巡洋艦建造のための設計を確立しただけではなく、いろいろな提案を行った。艦隊組織、沿岸防御、大口径砲の製造、鉄鋼や石炭などの材料の使用法などである。彼は4年間日本に滞在し、彼は海軍の技術革新のために決して仕事を止めなかった。そして彼の努力の結果は顕著である。」（東京、1890年1月23日）

### 日本滞在中に設計、建造された軍艦
- 防護巡洋艦3隻 - 4,278トンの「松島型防護巡洋艦」。「松島」と「厳島」がフランスの地中海鉄工造船所で建造され、「橋立」が横須賀で建造された。
- 小型巡洋艦2隻 - イギリスのトムソン社グラスゴー造船所で建造された2,439トンの「千代田」と横須賀で建造された1,609トンの「八重山」
- 軽巡洋艦1隻 - フランスのロワール社サン・ナゼール造船所で建造の「千島」
- フリゲート1隻 - 横須賀で建造の1,774トンの「高雄」
- 水雷艇16隻 - 各54トンの「第五号型水雷艇」（14隻の内5隻がフランスのシュナイダー社クルーゾー造船所で建造され日本で組み立てられ、残り9隻は国内建造）と各54トンの「第十五号型水雷艇」（2隻の内1隻がフランスのノルマン社で建造され、残り1隻は国内建造）

## その後
フランスへ帰国し、ベルタンは海軍機関学校（Ecole du Génie Maritime ）の校長に昇進した。1885年には、日本海軍からシュナイダー社に発注された第五号型水雷艇を設計した。1895年に造機大将（ingénieur général ）の地位を手に入れ、海軍艦政本部長（Directeur des Construction Navales ）になった。彼が本部長に在任中、フランス海軍は総トン数で世界2位の海軍になった。しかしフランスに戻ると皮肉にも、ヤサント・オーブ提督の青年学派支持者との関係が悪化し、彼は同僚の設計を何度も批判した。後の1915年に戦艦「ブーヴェ」が無残に沈没すると、彼の批判の正当性が証明された。1903年に有名なフランス学士院に入会した。

## 遺産
軽防御で砲力重視の巡洋艦というベルタンのアイデアは、1904年から1905年の日露戦争ごろには前弩級戦艦によって追い越され、青年学派の思想はおおむね否定されるようになった。日本も松島型の総合的な性能に満足していなかった。フランスから日本に回航途中の「畝傍」が1886年12月に沈没すると、ベルタンの後期の設計はフランスではなくイギリスの造船所に注文されるようになった。
日本でのベルタンの本当の遺産は一連の近代的な造船所、特に呉と佐世保工廠の建造だった。ちなみに日本で最初の近代工廠である横須賀海軍工廠はさらに古く1865年にフランス人技術者、レオンス・ヴェルニーによって作られたものである。まさにこれら日本の工廠は、第一次世界大戦において激戦中のフランス艦隊のために12隻の駆逐艦（アラブ級駆逐艦）を建造することになる。
彼の死後に名誉を祝して、フランス海軍の軽巡洋艦に彼の名前、「エミール・ベルタン」がつけられた。彼はまた、ローリングとピッチングの研究のため、ツイン・オシログラフを発明した。
ベルタンは数冊の著書を残している。
- "Données Expérimentales sur les vagues et le roulis" (1874)
- "La Marine à Vapeur de Guerre et de Commerce" (1875)
- "Les Grandes Guerres Civiles du Japon" (1894)
- "Chaudières Marines, Cours de Machine à Vapeur" (1896)
- "État actuel de la marine de guerre"
- "Évolution de la puissance défensive des navires de guerre" (1906)
- "La marine moderne" (1910)
- "La marine moderne. Ancienne histoire et questions neuves" (1920)